# ヤシュハ
ヤシュハ（Yaxha）は、グアテマラのペテン県東部、同名の湖の北岸にある古代マヤの遺跡。名前はヤシャ、ヤシャーとも。
2003年に制定されたヤシュハ＝ナクム＝ナランホ国立公園の一部をなし、公園は2006年にラムサール条約登録地となった。

## 遺跡

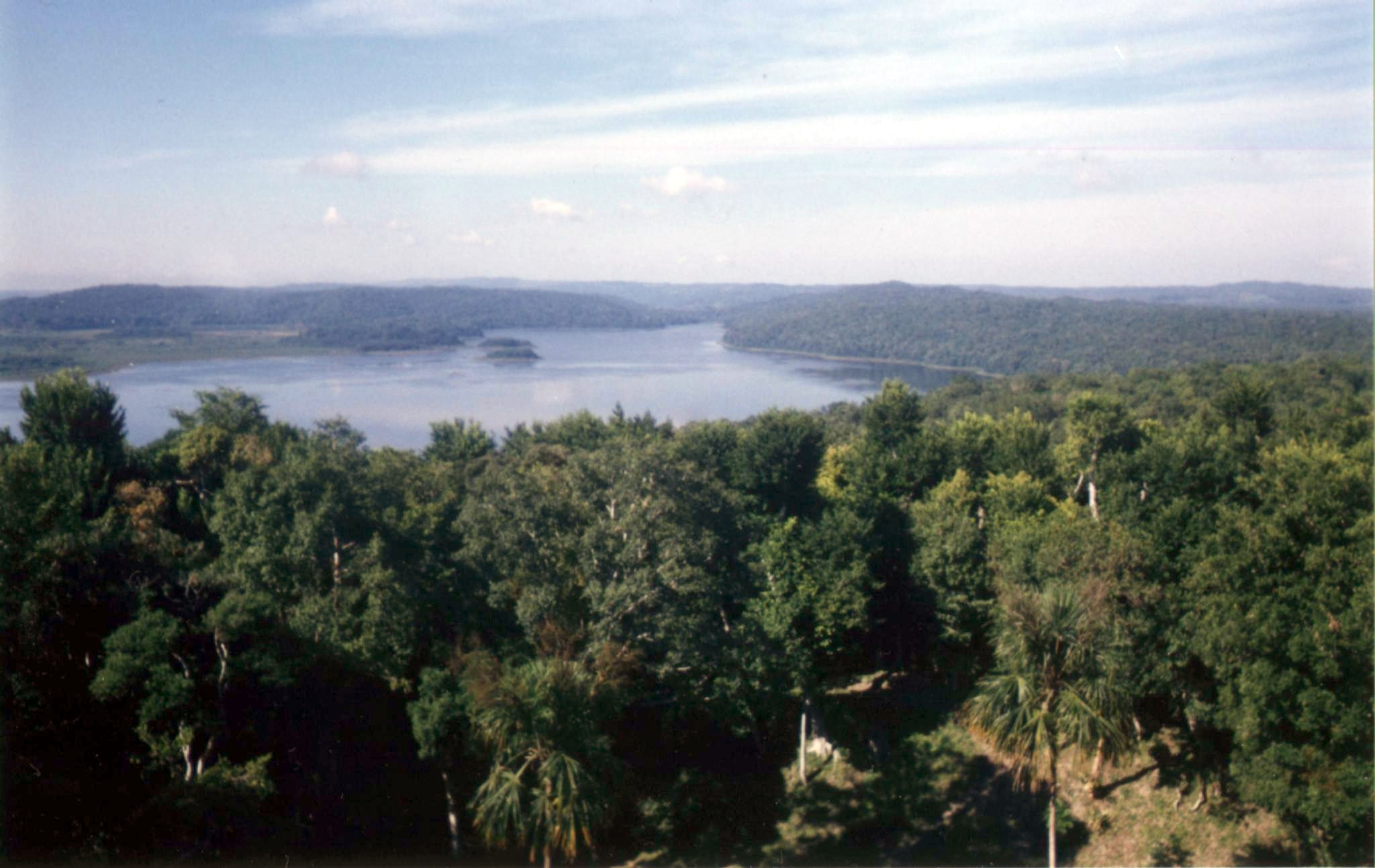
建造物216号の上から見たヤシュハ湖

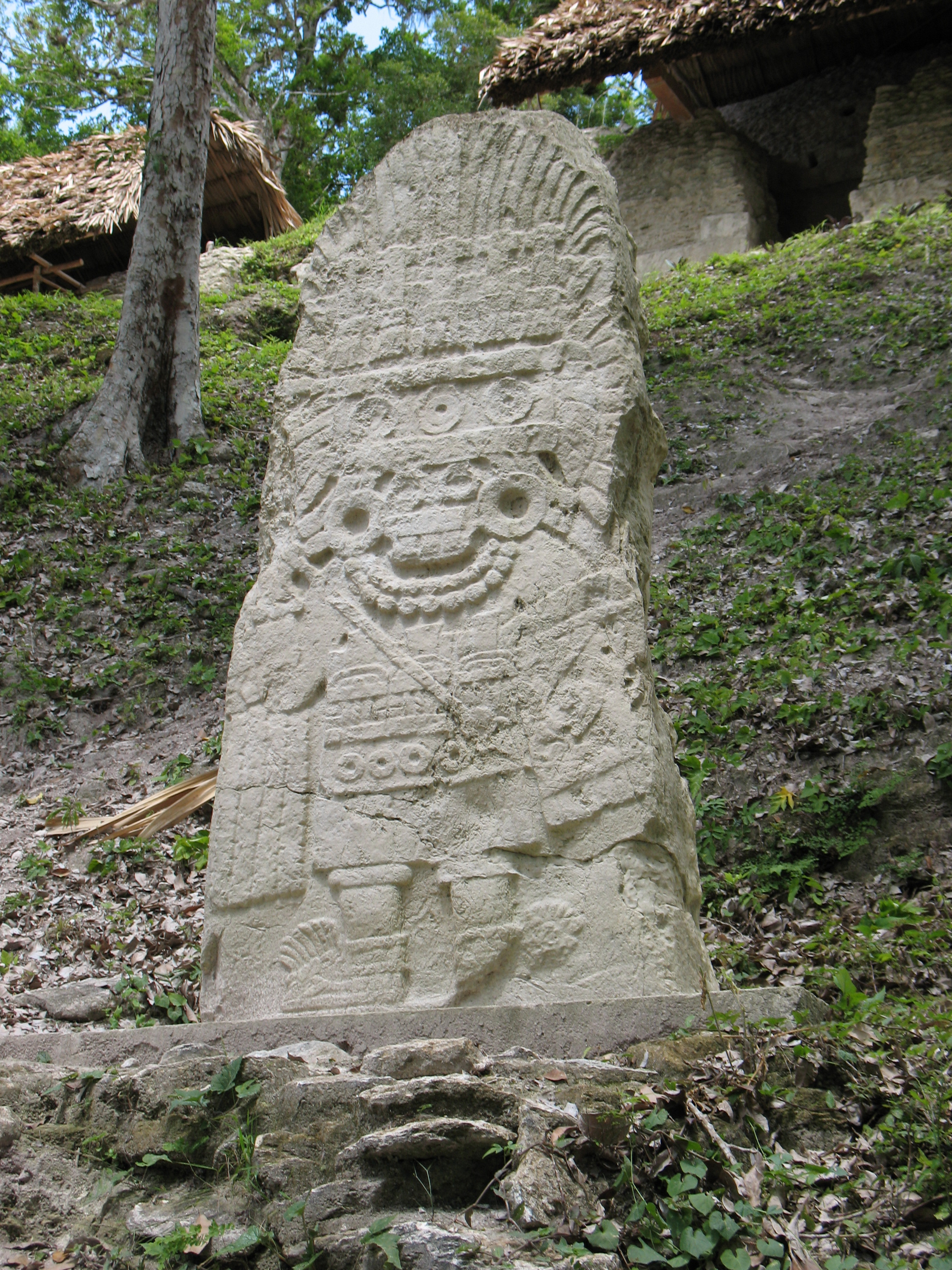
テオティワカン式のトラロックを刻んだ石碑11号（複製）

「ヤシュハ」は「yax（緑または青）」と「ha'（水）」からなり、ヤシュハ湖の緑の水に由来する。一般に遺跡の名称は本来の名称とは無関係につけられるが、ヤシュハの紋章文字は実際にYAX-aと読むことがデイヴィッド・ステュアートにより指摘された。ヤシュハは古代と現在の名称が一致したきわめて珍しい例になっている。
ヤシュハ遺跡は中央メキシコの影響が強く、雨の神トラロックを描いたテオティワカン様式の仮面や、中央メキシコ式の街路のある都市の設計にそれが見られる。
ヤシュハには500を越える建造物がある。建造物の密度はまれに見る高さで、ティカルよりも密度が高い。また40ほどの石碑が発見されている。ほかに舗装された堤道（サクベ）や街路（via）もある。
ティカル以外では珍しいツイン・ピラミッド複合体があり、ティカルと政治的に密接な関連があったのかもしれない。

## 歴史
ヤシュハ湖とそのすぐ東のサクナブ湖は、ともに断層の沈降により生じた盆地であり、形成期中期（紀元前800年前後）から人がこの地に住みはじめた。ヤシュハは形成期後期から古典期後期にかけてこの盆地の中心地だった。
ヤシュハは古典期最初の100年に栄え、大きさではエル・ミラドールとティカルに次ぐグアテマラで3番目の大きさがあった。碑文の多くが摩滅しているため詳細な歴史はよくわからないが、東のナランホとしばしば争ったことが知られる。
もっとも新しい日付を記した石碑は、カレンダー・ラウンドを記した石碑13で、796年と解釈されている。10世紀にはヤシュハは放棄されたが、後古典期にもヤシュハ湖のとくにトポシュテ諸島にマヤ人が住んだ。
18世紀ごろに近くにスペイン人の集落があり、遺跡には彼らのものと見られる落書きが残っている。のち、テオベルト・マーラーがヤシュハを訪れて写真を撮影した。